# Железничка станица Лапово варош
Железничка станица Лапово варош је једна од железничких станица на прузи Београд—Ниш. Налази се насељу Лапово у општини Лапово. Пруга се наставља у једном смеру, у скретање ка Лапово–ранжирној, у другом према према стајалишту Лапово–ранжирна у правац које је у саставу станице, и у трећем према Лапову. Железничка станица Лапово–варош састоји се из 4 колосека.